# Eclipse (projet)
Pour les articles homonymes, voir Éclipse (homonymie).
 (octobre 2018).
Chronologie des versions
VisualAge (en)
Eclipse est un projet, décliné et organisé en un ensemble de sous-projets de développements logiciels, de la fondation Eclipse visant à développer un environnement de production de logiciels libre qui soit extensible, universel et polyvalent, en s'appuyant principalement sur Java.
Son objectif est de produire et fournir des outils pour la réalisation de logiciels, englobant les activités de programmation (notamment environnement de développement intégré et frameworks) mais aussi d'AGL recouvrant modélisation, conception, test, gestion de configuration, reporting… Son EDI, partie intégrante du projet, vise notamment à supporter tout langage de programmation à l'instar de Microsoft Visual Studio.
Bien qu'Eclipse ait d'abord été conçu uniquement pour produire des environnements de développement, les utilisateurs et contributeurs se sont rapidement mis à réutiliser ses briques logicielles pour des applications clientes classiques. Cela a conduit à une extension du périmètre initial d'Eclipse à toute production de logiciel : c'est l'apparition du framework Eclipse RCP en 2004.
Figurant parmi les grandes réussites de l'open source, Eclipse est devenu un standard du marché des logiciels de développement, intégré par de grands éditeurs logiciels et sociétés de services. Les logiciels commerciaux Lotus Notes 8, IBM Lotus Symphony, WebSphere Studio Application Developer, Semarchy xDI ou Talend Open Studio sont notamment basés sur Eclipse.

## Architecture d'Eclipse
Le métaprojet Eclipse est constitué et organisé en une galaxie de projets logiciels. Sa spécificité tient à son architecture totalement développée autour de la notion de plugin en conformité avec la norme OSGi : toutes les fonctionnalités de l'atelier logiciel doivent être développées en tant que plug-in bâti autour de l'Eclipse Platform.
Eclipse propose un framework de développement logiciel fournissant des briques logicielles pour développer ces outils. En fait Eclipse est à la fois considéré comme un EDI, un framework ou une plateforme, selon  que l'on considère le projet, ses composants, les EDI résultant de leur assemblage :
En effet le projet Eclipse propose également des « packages » en téléchargement : il peut s'agir :
- d'applications « prêtes à l'emploi » facilitant la diffusion d'Eclipse, en intégrant chacune un ensemble cohérent de plugins autour de l'Eclipse Platform pour répondre à différents besoins spécifiques :
  - Il s'agit essentiellement d'IDE spécialisés, tels qu'Eclipse Classic, Eclipse IDE for Java EE Developers, Eclipse IDE for C/C++ Developers, Eclipse for Mobile Developers,
  - mais également d'AGL comme Eclipse Modeling Tools ;
- de frameworks : Eclipse RCP constitue ainsi la plateforme type pour tout environnement de développement Eclipse orienté client riche : constitué des 2 plugins fondamentaux org.eclipse.ui et org.eclipse.core.runtime, il constitue la base de tout IDE Eclipse 'RCP', mais peut aussi être utilisé à partir d'autres IDE.

Eclipse RCP n'est traité ni comme un sous-projet d'Eclipse, ni comme un package, mais est présenté comme une plateforme.

### Top-Level projects
Eclipse est organisé en 2011 en onze top-Level projects (projets de haut niveau), chacun de ces projets pouvant contenir plusieurs sous-projets :
Eclipse Project
projet fondateur comprenant notamment l'Eclipse Platform et le JDT
Business Intelligence and Reporting Tools (BIRT)
dédié au reporting et à l'informatique décisionnelle
Data Tools Platform Project (DTP)
projet de visualisation et manipulation de base de données relationnelle
Eclipse Modeling Project
dédié à la modélisation (UML, EMF…)
Run time (RT)
précédemment Device Software Development Platform (DSDP), outils de développement pour les systèmes embarqués
SOA Tools Platform Project (STP)
dédiés aux architectures orientées services
Tools Project
regroupe des outils plus spécifiquement dédiés à certains langages de développement
Test and Performance Tools Platform Project (TPTP)
dédié au test et à la qualification logicielle
Eclipse Web Tools Platform Project (WTP)
dédié aux outils de développement pour les technologies Web
Technology Project
projets divers encore en état de veille ou incubation
Mylyn
gestion des tâches, dernier projet apparu dans Eclipse, en 2006 (v3.2)

### NoyauEclipse Project
Eclipse Project constitue le projet fondateur autour duquel s'agrègent les autres composants Eclipse; il comprend en 2012 les sous-projets :
Platform
définit les composants communs de base de l'ensemble du modèle de développement Eclipse.
Plug-in Development Environment (PDE)
regroupe les plugins Eclipse permettant de développer et tester d'autres plugins Eclipse, en conformité avec OSGi sur lequel repose la philosophie Eclipse. PDE permet ainsi de créer les plugins Eclipse comme des bundle OSGi puis, par assemblage, des applications RCP complètes.
Java Development Tools (JDT)
regroupe les plugins couvrant les fonctionnalités usuelles et spécifiques aux environnements de développement tel que l'exécution de code avec débogage.

#### Eclipse Platform
L'IDE Eclipse Platform est principalement écrit en Java (à l'aide de la bibliothèque graphique SWT, d'IBM) ; ce langage, grâce à des bibliothèques spécifiques, est également utilisé pour écrire les extensions.
La base de l'environnement de développement intégré que constitue l'EDI Eclipse Platform est composée de :
Platform Runtime
démarrant la plateforme et gérant les plug-ins
SWT
la bibliothèque graphique de base de l'EDI
JFace
une bibliothèque graphique de plus haut niveau basée sur SWT
Eclipse Workbench
la dernière couche graphique permettant d'organiser et manipuler des composants, tels que des vues, des éditeurs et des perspectives.
Tous ces composants de base peuvent être réutilisés pour développer des clients lourds indépendants d'Eclipse grâce au package Eclipse RCP (Rich Client Platform).

### Eclipse RCP
Présenté comme une plateforme au sein d'Eclipse, Eclipse RCP constitue une base de développement pour clients riches.

#### Historique
Alors qu'à l'origine les bibliothèques logicielles développées sur le projet Eclipse visaient à créer un EDI, certains développeurs de la communauté se sont mis à réutiliser celles-ci pour de toutes autres applications. L'idée est alors née d'extraire du projet Eclipse ces bibliothèques logicielles de façon suffisamment générique pour constituer un framework générique à part entière.

#### Nature de Eclipse RCP
Eclipse RCP est donc un framework orienté développement d'applications 'client riche', mais dépourvu des fonctionnalités propres à un EDI (notamment celles d'exécution et debug de code). Eclipse RCP constitue en fait une bibliothèque logicielle à partir de laquelle n'importe quelle application 'client riche', y compris hors du champ des ateliers de génie logiciel, peut être développée. Dit autrement, Eclipse RCP n'est rien d'autre qu'un kit de développement logiciel (SDK) spécialisé pour le développement d'applications 'client riche'.
Une application développée à partir du framework Eclipse RCP -que ce soit depuis un EDI Eclipse ou non- est alors qualifiée d' application RCP Eclipse :
- elle présente une IHM et un look & feel 'Eclipse-like', basé notamment sur la notion de 'workbenchs' avec vues et perspectives,
- mais constitue bien une application à part entière, proche du client lourd (Eclipse RCP ne couvre pas le RIA), avec ses fonctionnalités propres.
- Une fois générée, elle constitue une application 'standalone' qui n'a besoin pour son déploiement que de la présence du JRE sur le poste client.

#### Contenu de RCP
Le framework Eclipse RCP est constitué du sous-ensemble suivant de bibliothèques :
Eclipse Platformcomposant core.
Plugin Development Environment (PDE)pour le développement de plugins conformes à OSGi.
Equinoxmoteur d'exécution des plugins.
WindowBuildercomposant de création wysiwyg d'interface graphique.
Business Intelligence and Reporting Tools (BIRT)composant de reporting et informatique décisionnelle.

## Projets Eclipse

### Fonctionnalités d'EDI
| Top Level Project          | Projet                              | Objectif                                                                       | Acronyme |
| -------------------------- | ----------------------------------- | ------------------------------------------------------------------------------ | -------- |
| Tools Project              | Java Development Tools Project      | Environnement complet de développement pour le langage Java                    | JDT      |
| Tools Project              | AJAX Toolkit Framework              | Outillage pour le développement d'applications AJAX                            | ATF      |
| Tools Project              | AspectJ                             | Projet permettant la programmation orientée aspect pour Java dans Eclipse      |          |
| Tools Project              | C/C++ Development Tools Project     | Environnement complet de développement pour les langages C et C++ pour Eclipse | CDT      |
| Tools Project              | COBOL IDE for Eclipse Subproject    | Environnement complet de développement pour le langage Cobol pour Eclipse      | COBOL    |
| Tools Project              | Parallel Tools Platform             | Plateforme intégrée pour le développement d'applications parallèles            | PTP      |
| Tools Project              | PHP Development Tools framework     | Développement d'application web basées sur le langage PHP côté serveur.        | PDT      |
| Web Tools Platform project | Web Services Tools                  | Outillage pour le développement d'applications web en Java                     | WTP      |
| ?                          | Device Software Development Project | Développement de devices logiciels pour système embarqué                       | DSDP     |
| ?                          | Embedded Rich Client Platform       | Développement de client riche pour système embarqué                            | eRCP     |
| Tools Project              | Graphical Editing Framework         | Environnement pour le développement de visuels graphiques via le MVC(*)        | GEF      |
| Tools Project              | WindowBuilder                       | Environnement pour le développement graphique Java                             |          |
| Mylyn                      |                                     |                                                                                |          |

(*)Cette infrastructure est aussi utilisée pour le fonctionnement interne de GEF.

### Orion
- Eclipse Orion est une plateforme open source de développement Web (JavaScript, HTML…), accessible via un navigateur.

### Autres projets

#### Outils de modélisation
- ATLAS Model Weaver (AMW)
- MoDisco (prédemment ATLAS Megamodel Manager)
- Eclipse Modeling Framework (EMF) la partie modèle du design pattern MVC (le framework propose un visuel pour représenter le modèle nommé ecorediag qui reprend le visuel d'un diagramme de classe UML). Le modèle peut être persisté sous différentes manières : XSL, fichiers Java avec annotations XDoclet, XMI… puis la possibilité de rajouter son système de persistance. EMF gère la persistance sous forme de plusieurs fichiers ressources reliées.
- Graphical Modeling Framework (GMF), venu historiquement après GEF et EMF, relie ces deux frameworks. Il remplace EclipseUML.
- Generative Modeling Technology (GMT)
- UML2 est un projet pour le développement de modèles UML 2.0 dans Eclipse (UML2)

#### Autres
- Eclipse Communication Framework (ECF)
- Java Workflow Tooling (JWT) est un ensemble d'outils destinés à faciliter le développement et l'utilisation de workflows.

La liste des projets est disponible sur le site d'Eclipse. Un site Eclipse Marketplace a par ailleurs été mis en place pour faciliter la recherche, l'identification, et l'installation de plug-ins pour toute plateforme Eclipse.

### Langages de programmation gérés
De nombreux langages sont pris en charge en 2008 (la plupart grâce à l'ajout de plugins), parmi lesquels : 
- ABAP
- Action script
- Ada
- C
- C#
- C++
- Cobol (directement ou via LegacyJ)
- Coldfusion
- Rocq
- Exynos Infinity
- GAP pour system i
- HTML
- Java
- JavaScript
- Magik
- OCaml
- Pascal
- Perl (EPIC)
- PHP (PDT)
- Python via PyDev[3]
- Ruby
- SQL
- XML
- XUL

### Internationalisation et traduction
Eclipse est disponible dans de nombreuses langues via des packs :
- NLpack1 : allemand, français, italien, japonais, coréen, portugais (Brésil), chinois traditionnel et simplifié ;
- NLpack2 : tchèque, hongrois, polonais et russe ;
- NLpack2a : danois, néerlandais, finlandais, grec, norvégien, portugais, suédois et turc ;
- NLpackBidi : arabe et hébreu.

Le projet Babel permet d'obtenir une traduction de l'interface en utilisant le service de mise à jour d'Eclipse. Il se présente sous la forme d'un plug-in prenant en charge des traductions. Il peut être ajouté via l'interface graphique. Deux informations sont à fournir :
1. Le nom, par exemple « traduction (projet Babel) » ;
2. L'URL du plug-in, dépendant de la version d'Eclipse en cours d'utilisation.

## Histoire du projet
Le projet Eclipse a été initié par IBM pour remplacer, en utilisant Java, l'IDE Visual Age, alors basé sur Smalltalk. Dès l'origine du projet, IBM a voulu offrir une solution multiplate-forme, pouvant être exécutée sur les différents systèmes d'exploitation de ses clients. De même le projet s'est voulu extensible par le biais de plugins.
En novembre 2001 est initiée la Fondation Eclipse, à l'instigation de poids lourds de l'informatique comme Borland, IBM ou Red Hat. IBM place alors sa plateforme Eclipse en open source, et fin 2003, le consortium est passé à plus de 80 membres. Eclipse est ainsi un environnement de développement libre.

### Nom
Le nom d'Eclipse fut l'une des raisons pour lesquelles Sun Microsystems refusa de se joindre au projet. Cependant, d'après Lee Nackman, directeur de la technologie d'IBM Rational Software, c'était Microsoft Visual Studio, le principal concurrent, que le projet voulait éclipser.

### Versions successives
Depuis juin 2007, un plan de développement Eclipse prévoit une version annuelle en juin, et deux versions intermédiaires positionnées en septembre et février.
Ainsi, la version 3.3 appelée Europa parut fin juin 2007. 310 développeurs répartis dans 19 pays ont écrit les 17 millions de lignes de codes qui la composent. Cette version porte officiellement 21 projets.
La version 3.5 appelée Galileo, parue en juin 2009 portait quant à elle 33 projets internes allant de la modélisation à l'analyse des performances. Plus de 380 membres appartenant à 44 organisations différentes ont contribué à l'élaboration de cette version comportant 24 millions de lignes de code. Six versions de test et d'évaluation, appelées Milestone, étaient déjà parues, la première en août 2008, la seconde en septembre 2008, puis novembre 2008 et décembre 2008 et enfin les dernières en février 2009 puis mars 2009.
La version 3.6, appelée Helios, sortie en juin 2010, est déclinée en 12 paquetages, selon les usages pour le développement (C/C++, JavaScript, PHP…). Elle s'appuie sur 77 projets. Les principales évolutions relevées comprennent : un nouveau paquetage adapté au développement en C/C++) dans l'environnement système d'exploitation Linux, une nouvelle gestion des plugins, le support de Git, le support des dernières évolutions Java (dont Servlet 3.0, JPA 2.0, JSF 2.0,EJB 3.1), une amélioration du support JavaScript (en mettant en place un cadre pour intégrer des débogueurs tels que Rhino ou Firebug), Eclipse Xtext 1.0, (environnement pour créer des langages spécifiques — domain specific languages, DSL —), une nouvelle version de Acceleo 3.0 (OMG Model-to-text — MTL —).
La version 3.7, appelée « Indigo » est sortie mi-2011, et les versions 3.8 / 4.2 appelées Juno sont sorties le 27 juin 2012. Il s'agira de la dernière version de la branche 3.
La version 4.3 appelée Kepler est sortie de 26 juin 2013 et est composée de 72 projets et 42 sous projets.
Cette version apporte quelques nouveautés majeures :
- Support de Java EE 7 pour Eclipse Web Tools (WTP) ;
- Déploiement d'Orion en version 3.0 pour les outils de développement web ;
- Nouvelle suite pour la gestion des processus métier Eclipse Stardust 1.0 ;
- Nouveau support pour BigData Eclipse Birt 4.3 intégrant le support des bases de données MongoDB et Cassandra ;
- Amélioration de l'intégration du processus de revue de code avec Mylyn 3.9 ;
- Amélioration de l'intégration de Maven pour le développement JavaEE.

Les progrès d'Eclipse peuvent être observés dans une vidéo relativement synthétique.
| Nom de code | Date              | Version | Commentaire |
| ----------- | ----------------- | ------- | ----------- |
| 2021-09     | 15 septembre 2021 | 4.21    |             |
| 2021-06     | 16 juin 2021      | 4.20    |             |
| 2021-03     | 17 mars 2021      | 4.19    |             |
| 2020-12     | 16 décembre 2020  | 4.18    |             |
| 2020-09     | 16 septembre 2020 | 4.17    |             |
| 2020-06     | 17 juin 2020      | 4.16    |             |
| 2020-03     | 18 mars 2020      | 4.15    |             |
| 2019-12     | 18 décembre 2019  | 4.14    |             |
| 2019-09     | 18 septembre 2019 | 4.13    |             |
| 2019-06     | 19 juin 2019      | 4.12    |             |
| 2019-03     | 20 mars 2019      | 4.11    |             |
| 2018-12     | 19 décembre 2018  | 4.10    |             |
| 2018-09     | 19 septembre 2018 | 4.9     |             |
| Photon      | 27 juin 2018      | 4.8     | 85 projets  |
| Oxygen      | 28 juin 2017      | 4.7     | 83 projets  |
| Neon        | 22 juin 2016      | 4.6     | 84 projets  |
| Mars        | 24 juin 2015      | 4.5     | 79 projets  |
| Luna        | 25 juin 2014      | 4.4     | 76 projets  |
| Kepler      | 27 juin 2013      | 4.3     | 72 projets  |
| Juno        | 27 juin 2012      | 4.2     | 71 projets  |
| Juno        | 23 février 2012   | 4.1.2   | 71 projets  |
| Juno        | 20 juin 2011      | 4.1     | 71 projets  |
| Juno        | 4.0               |         | 71 projets  |
| Indigo      | 22 juin 2011      | 3.7     | 62 projets  |
| Helios      | 23 juin 2010      | 3.6     | 77 projets  |
| Galileo     | 24 juin 2009      | 3.5     | 33 projets  |
| Ganymède    | Février 2009      | 3.4.2   | 23 projets  |
| Ganymède    | Septembre 2008    | 3.4.1   | 23 projets  |
| Ganymède    | 25 juin 2008      | 3.4     | 23 projets  |
| Europa      | 29 juin 2007      | 3.3     | 21 projets  |
| Callisto    | Septembre 2006    | 3.2.1   | 10 projets  |
| Callisto    | 30 juin 2006      | 3.2     | 10 projets  |
| Eclipse 3.1 | Janvier 2006      | 3.1.2   | 10 projets  |
| Eclipse 3.1 | Septembre 2005    | 3.1.1   | 10 projets  |
| Eclipse 3.1 | Juin 2005         | 3.1     | 10 projets  |
| Eclipse 3.0 | Mars 2005         | 3.0.2   |             |
| Eclipse 3.0 | Septembre 2004    | 3.0.1   |             |
| Eclipse 3.0 | 28 juin 2004      | 3.0     |             |
| Eclipse v2  | Mars 2004         | 2.1.3   |             |
| Eclipse v2  | Novembre 2003     | 2.1.2   |             |
| Eclipse v2  | Juillet 2003      | 2.1.1   |             |
| Eclipse v2  | Avril 2003        | 2.1     |             |
| Eclipse v2  | Novembre 2002     | 2.0.2   |             |
| Eclipse v2  | Septembre 2002    | 2.0.1   |             |
| Eclipse v2  | Juillet 2002      | 2.0     |             |
| Eclipse v1  | Novembre 2001     | 1.0     |             |

## Extensions

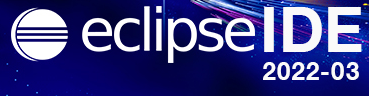
Logo de l’extension Eclipse IDE en mars 2022

Eclipse supporte un grand nombre d'extensions disponibles sur Eclipse Marketplace, comme PyDev (en) pour le Python, ou jQuery pour JavaScript.

### Plugin Google pour Eclipse
Pour les articles homonymes, voir GPE.
Le plugin Google pour Eclipse (appelé GPE, de l'anglais Google Plugin for Eclipse) est une extension Java d'Eclipse qui permet aux développeurs de concevoir, construire, optimiser et déployer des applications orientées cloud computing.

### Android Development Tools
Il s'agit d'une extension pour le développement sous Android avec l'Android SDK.